# Regina Isabella (corvetta)
La Regina Isabella è stata una fregata a vela della Real Marina del Regno delle Due Sicilie successivamente acquisita come corvetta a vela della Regia Marina.

## Storia
Impostata nel 1825 nei cantieri di Castellammare di Stabia per la Marina del Regno delle Due Sicilie e varata il 9 luglio 1827 alla presenza di Francesco I e dell'intera corte, la nave, entrata in servizio nel 1828, era originariamente una fregata a vela armata con 44 cannoni: 24 cannoni da 24 libbre + 4 obici Paixhans da 
30 libre in batteria, in coperta 18 carronate da 24 libbre Scafo in legno con carena ricoperta rame, la nave aveva gli alberi di trinchetto, maestra e quello di mezzana a vele quadre e bompresso (armamento velico a nave)
Il 24 maggio 1828 la fregata, da poco completata, trasportò a Palermo il luogotenente generale della Sicilia.
Nel 1828 la Regina Isabella, da poco in servizio, partecipò ad un'azione contro la pirateria barbaresca nel Mediterraneo: unitamente alla fregata Cristina, infatti, la nave, al comando del capitano di fregata Raffaele De Cosa, fu inviata a Tripoli, il cui bey, invece dei 40.000 colonnati previsti per il rinnovo di un accordo con il Regno delle Due Sicilie, ne voleva 100.000: compito delle due fregate era verificare, assieme al console locale del Regno, se fosse possibile un negoziato e, in caso contrario, osservare le sistemazioni difensive del porto per un'eventuale azione di forza. Non essendo stata raggiunta un'intesa, (il bey pretese il pagamento entro due mesi), il 22 agosto 1828 la flotta borbonica (con la Regina Isabella in appoggio e successivamente a prendere parte all'azione di fuoco) si dispose su due file nelle acque antistanti Tripoli e l'indomani, di fronte ad un nuovo rifiuto del bey di raggiungere un accordo, aprì il fuoco contro le fortificazioni della città e le cannoniere poste a difesa del porto: il bombardamento proseguì con scarso successo per una settimana (interrompendosi solo il 24 ed il 25 per il maltempo), e fu a malapena respinta una sortita tripolina (28 agosto). Incapaci di raggiungere un qualunque risultato le navi napoletane si ritirarono.
Il 27 settembre 1828, pertanto, la Regina Isabella ed il brigantino Principe Carlo catturarono la goletta tripolina Mabrouka, con 56 uomini a bordo, e la costrinsero a fare rotta per Trapani, da dove poi la fregata la scortò a Messina, giungendovi il 10 ottobre: dopo quest'episodio il bey, il 28 ottobre 1828, acconsentì alla firma di un trattato di pace.
Il 3 marzo 1831 la nave trasportò a Palermo il principe Leopoldo, conte di Siracusa, nominato luogotenente generale della Sicilia. Il 25 giugno 1831 la fregata fu visitata nel porto di Napoli dal principe di Joinville, da Re di Napoli, dal principe di Capua e dal conte di Lecce.
Il 26 novembre 1832 la Regina Isabella, insieme al brigantino Principe Carlo, agli avvisi Leone ed Aquila e una formazione sarda (fregate Carlo Felice ed Euridice, avviso Dione), lasciò Genova per Napoli con a bordo i neo sposi Ferdinando II delle Due Sicilie e Maria Cristina di Savoia (che soffrì notevolmente di mal di mare durante la navigazione), giungendo a Napoli il 30 novembre.
Nel marzo 1833 la fregata fu aggregata ad una Divisione del Regno delle Due Sicilie che prese parte, insieme ad una Squadra sarda, ad un'azione dimostrativa contro il Bey di Tunisi: l'azione era stata decisa il 23 marzo, con un accordo congiunto sabaudo-borbonico, in seguito ad un'offesa del Bey contro il Regno di Sardegna, la cattura di una feluca sarda. Il 28 marzo 1833 la Regina Isabella, insieme alla corvetta Cristina ed ai brigantini Zeffiro e Principe Carlo, salpò da Napoli (la formazione era comandata dal capitano di fregata Marino Caracciolo di Torchiarolo), fece tappa a Palermo ed il 10 maggio si congiunse al largo di Tunisi alla Squadra sarda del contrammiraglio Giorgio De Viry (formata da quattro fregate, una corvetta, un brigantino ed una goletta): il Bey infine cedette e rese omaggio alla bandiera sarda, firmando poi, il 17 novembre, un trattato d'amicizia con il Regno delle Due Sicilie. 
Il 17 maggio 1834, in seguito ad atti ostili da parte del Marocco, che stava approntando navi corsare, la Regina Isabella, col brigantino Zeffiro, la corvetta Cristina e la goletta Lampo, lasciò Napoli – la formazione era comandata dal retroammiraglio Giambattista Staiti –, e fu inviata nelle acque dello stato nordafricano per proteggere i commerci del Regno delle Due Sicilie. In seguito alla dimostrazione di forza (un sostanziale deterrente) costituita dalla presenza delle quattro navi – ed in particolare dalla Regina Isabella, che si portò al largo di Selè (costa marocchina) dove effettuò manovre con brandeggio dei cannoni –, il Sultano del Marocco acconsentì a firmare, il 25 giugno 1834, un trattato di libero commercio con la monarchia del Regno delle Due Sicilie.
Il 10 maggio 1843, 242 membri dell'equipaggio della fregata contribuirono, insieme ad altri 2200 uomini, a tirare in secco il vecchio vascello Capri. Il 1º luglio 1843 la nave, insieme ad altre tre unità borboniche (il vascello Vesuvio e le fregate Amalia e Partenope), lasciò Napoli per Rio de Janeiro per scortare la principessa Maria Teresa Cristina di Borbone, sposa dell'imperatore Dom Pedro II del Brasile. Le navi giunsero nella città brasiliana il 3 settembre, e tornarono a Napoli il 24 dicembre 1843.
Il 28 luglio 1845 l'unità fece parte della formazione navale (fregate Amalia e Partenope, corvetta a vela Cristina, avviso Delfino) che accompagnò a Palermo il vascello Vesuvio, che aveva a bordo i re di Napoli e parte del seguito. Il 22 agosto dello stesso anno la nave, al comando del capitano di vascello De Gregorio, arrivò a Messina proveniente da Napoli, dove trasportò poi un battaglione di bersaglieri che prima costituivano parte del presidio di Messina. L'8 ottobre dello stesso anno la Regina Isabella giunse a Palermo proveniente da Napoli con a bordo carrozze e mobilio destinati al Palazzo Reale, dove si sarebbero presto recati a soggiornare i re di Napoli. Il 7 luglio 1846 la nave, insieme ad altre dieci unità (pirofregate Ruggiero, Roberto, Ercole, Archimede, brigantini Intrepido, Zeffiro, Principe Carlo, Valoroso e Generoso, avviso Delfino), salpò da Napoli in formazione con la corvetta Cristina, che aveva a bordo i sovrani delle Due Sicilie, il duca di Calabria, il conte di Trapani, le principesse Carolina Ferdinanda e Maria Amalia con il marito di quest'ultima Sebastiano, e quattro giorni più tardi, alle sette del mattino, giunse a Messina.
Sul finire dell'aprile 1848, scoppiata la prima guerra d'indipendenza, la fregata lasciò Napoli e venne inviata in Adriatico. La squadra di cui la Regina Isabella faceva parte era composta, oltre che da essa, dalle pirofregate a ruote Carlo III, Guiscardo, Ruggiero, Roberto e Sannita, dalla fregata a vela Regina, dalla pirocorvetta a ruote Stromboli e dal brigantino Principe Carlo, sotto il comando del commodoro Raffaele De Cosa. Durante la navigazione verso nord le navi, il 5 maggio, fecero tappa ad Ancona, dove sbarcarono il generale Guglielmo Pepe e 5.000 uomini. Raggiunta poi Venezia il 16 maggio, la squadra incrociò tra le foci del Tagliamento e del Piave in attesa dell'arrivo delle navi sarde, e, pur senza combattere (vi era il divieto di aprire il fuoco se non attaccati), obbligò la flotta austroungarica a rinunciare al blocco navale della città.
Il 22 maggio 1848 la squadra napoletana, unitasi ad una formazione sardo-piemontese al comando del contrammiraglio Giuseppe Albini, avvistò al largo di Sacca di Piave una divisione austroungarica di minore forza. Essendo venuto meno il vento, Albini, disponendo solo di navi a vela, convinse De Cosa, per non perdere la superiorità numerica, a far prendere a rimorchio le unità piemontesi dalle pirofregate borboniche, ma il tutto venne eseguito in maniera talmente confusa che quattro piroscafi austroungarici fecero in tempo a raggiungere le navi della propria divisione ed a rimorchiarle sino a Muggia, le cui batterie costiere avevano a quel punto impedito ogni intervento della squadra sardo-napoletana: prima di sera solo la Regina e la fregata sarda San Michele erano giunte a tiro delle navi austroungariche, senza però essere passate all'attacco. Il 16 giugno 1848, dopo aver brevemente stazionato insieme alle navi venete e piemontesi nelle acque antistanti Trieste, la squadra del Regno delle Due Sicilie venne richiamata in patria.
Il 30 agosto 1848 la Regina Isabella, aggregata alla squadra navale (fregate a vela Amalia e Regina, pirofregate a ruote Sannita, Carlo III, Ruggiero, Roberto, Archimede ed Ercole, sette trasporti truppe, pirocorvetta Nettuno ed otto cannoniere) inviata a reprimere l'insurrezione della Sicilia, venne inviata in Sicilia per reprimere la ribellione ed il 2 settembre bombardò Messina; ultimato il cannoneggiamento la flotta borbonica sbarcò a Messina 250 ufficiali e 6500 uomini, che conquistarono la città dopo tre giorni di scontri.
Nel 1849-1850 la nave venne sottoposta a radicali lavori di modifica dell'armamento, che si conclusero il 21 marzo 1850. In seguito a tali lavori i 44 cannoni da 80 libbre vennero sbarcati e sostituiti con due cannoni a canna liscia in ferro da 60 libbre, collocati in batteria, 26 cannoni corti, anch'essi lisci ed in ferro, da 30 libbre, parimenti disposti in batteria, e 14 cannoni-obici Paixhans a canna liscia ed in ferro, da 30 libbre, posizionati in coperta.
Il 6 giugno 1850 la fregata presenziò al varo del vascello Monarca, che alla sua discesa in acqua salutò con delle salve di cannone.
Nel settembre 1859 l'ormai vecchia Regina Isabella venne convertita in prigione galleggiante ed ormeggiata con tali funzioni entro il cantiere di Castellammare di Stabia.
Passata alla Marina del Regno di Sardegna il 7 settembre 1860, con la presa di Napoli, l'unità venne incorporata il 17 marzo 1861 nella neocostituita Regia Marina italiana, per la quale tuttavia non entrò mai in servizio: riclassificata corvetta di I rango a vela ma trovata in cattive condizioni, la Regina Isabella venne radiata sul finire del 1863 ed il 4 febbraio 1864 fu venduta per demolizione.